# XI Festiwal Piosenki Radzieckiej
XI Festiwal Piosenki Radzieckiej – 11. edycja festiwalu odbyła się w dniach 11–14 czerwca 1975 roku. Reżyserem festiwalu został Stefan Mroczkowski, a kierownikiem muzycznym – Eugeniusz Majchrzak. Orkiestrą dyrygował Stefan Rachoń. Był to pierwszy festiwal, na którym wręczono samowary. Koncerty prowadziła Maria Wróblewska, Janusz Borowicz i Natasza Seleżnowa. 
Koncerty główne:
- 11 czerwca – I konkurs kwalifikacyjny
- 12 czerwca – II konkurs kwalifikacyjny
- 13 czerwca – Koncert Przyjaźni
- 14 czerwca – Koncert Laureatów

## Jury festiwalu
- Andrzej Ikanowicz – przewodniczący
- Aleksander Kołkier
- Wiesław Sławiński
- Zygfryd Rekosz
- Franciszek Redzimski
- Janusz Mencel
- Andrzej Łukowski
- Wiesława Krodkiewska
- Andrzej Korzyński
- Marek Jaworski
- Bogdan Jankowski
- Henryk Bieniewski
- Barbara Mikołajczyk

## Wykonawcy koncertów kwalifikacyjnych
1. województwo bydgoskie:
  - Mieczysława Rychłowska
2. województwo gdańskie:
  - Andrzej Kapica
3. województwo gorzowskie:
  - Wiktoria Bruks
4. Warszawa
  - Jacek Borkowski, Janusz Sztyber
5. województwo szczecińskie
  - Małgorzata Ostrowska

## Wykonawcy „Koncertu Przyjaźni”
1. Irena Jarocka
2. Anna German
3. Zdzisława Sośnicka
4. Krzysztof Krawczyk
5. Aura
6. Liliana Urbańska
7. Bogdana Zagórska
8. Mieczysław Fogg
9. Dwa plus jeden
10. Zespół „Ariel”
11. Andrzej i Eliza
12. Adam Zwierz
13. Teresa Tutinas
14. Urszula Sipińska
15. Joanna Rawik
16. Łucja Prus
17. Bernard Ładysz
18. Barbara Książkiewicz
19. Mirosława Kowalak
20. Marian Kawski
21. Swietlana Bogdanajte
22. Elena Kamburowa
23. Michaił Nożkin
24. Maja Pachomienko
25. Witalij Samolienko